# Pouteria pariry
Pouteria pariry là một loài thực vật có hoa trong họ Hồng xiêm. Loài này được (Ducke) Baehni miêu tả khoa học đầu tiên năm 1942.